# Società Sportiva Cavese 1919 2008-2009
Questa voce raccoglie le informazioni riguardanti la Società Sportiva Cavese 1919 nelle competizioni ufficiali della stagione 2008-2009.

## Stagione
Nel 2008-09 la Cavese disputa il suo dodicesimo campionato di Lega Pro Prima Divisione / Serie C1 della sua storia, classificandosi al sesto posto.
Il campionato parte sotto la guida tecnica di Andrea Camplone e un'ossatura - almeno inizialmente - quasi intatta rispetto alla stagione precedente. I principali nuovi innesti, al ritiro pre-campionato, provengono dal Messina e sono il portiere Petrocco e gli esterni Bernardo e Schetter (quest'ultimo di ritorno da un prestito annuale); in chiusura di calciomercato, poi, giungono anche le firme del mediano Anaclerio dall'Ancona, del difensore centrale Ischia in prestito dal Frosinone, del terzino Lacrimini dal Napoli e del portiere Marruocco, svincolatosi dal Cagliari. Da segnalare, infine, nel mercato "invernale", la firma dell'attaccante Alessandro Romeo, in comproprietà con la Sampdoria.
Partita con l'obiettivo della salvezza, la squadra metelliana resta, invece, a lungo in zona play-off, fallendo la qualificazione agli stessi soltanto nel finale di campionato, terminando, poi, sesta.
In occasione dei 90 anni di storia della società, inoltre, sono presentate delle divise celebrative, di cui una, la blu, indossata dalla squadra nell'ultima gara della stagione.
Da segnalare, inoltre, l'eliminazione al secondo turno di Coppa Italia per mano del Grosseto e quella al secondo turno di Coppa Italia di Lega Pro contro il Sorrento.

## Divise e sponsor
| casa | trasferta | terza divisa |

| novantenario blu | novantenario celeste | novantenario rosa |

Lo sponsor tecnico è Royal, mentre lo sponsor ufficiale è De Sio L'Ortofrutta Cavense.

## Organigramma societario
Area direttiva
- presidente: Antonio Fariello
- vice presidente: Elio De Sio
- amministratore delegato: Adolfo Accarino
- direttore generale: Gennaro Brunetti
- direttore sportivo: Nicola Dionisio
- segretaria organizzativa: Angela Pesante
- segretario amministrativo: Rosario De Rosa
- responsabile logistica: Riccardo Tanimi
- responsabile alla sicurezza: Vincenzo Di Martino
- dirigente addetto all'arbitro: Rosario Virno

Ufficio stampa
- responsabile: Vincenzo Paliotto
- redazione: Fabio Apicella, Giuseppe Baldi, Antonio Ioele, Giuseppe Senatore, Alfonso Vitale
- fotografi: Giovanni Petrolini, Michele Sica

Staff tecnico
- allenatore: Andrea Camplone
- allenatore in 2ª: Dario Rossi
- preparatore dei portieri: Marco Onesti
- collaboratore tecnico: Antonio Le Pera
- preparatore atletico: Vincenzo Cestaro
- medici sociali: Andrea Massa, Antonio Massa
- massaggiatori: Mario Aurino, Giorgio Esposito
- mental trainer: Francesco Severino

Marketing & Comunicazione
- agenzia di pubblicità: ADVCity s.a.s.
- comunicazione visiva: l'Albero laboratorio digitale s.a.s.

## Rosa
| N. |                    | Ruolo | Calciatore         |
| -- | ------------------ | ----- | ------------------ |
|    | Italia (bandiera)  | P     | Vincenzo Marruocco |
|    | Italia (bandiera)  | P     | Giancarlo Petrocco |
|    | Italia (bandiera)  | P     | Raffaele Sorriso   |
|    | Italia (bandiera)  | D     | Achille Andreozzi  |
|    | Italia (bandiera)  | D     | Luigi Cipriani     |
|    | Italia (bandiera)  | D     | Riccardo La Corte  |
|    | Italia (bandiera)  | D     | Giammarco Frezza   |
|    | Italia (bandiera)  | D     | Michele Ischia     |
|    | Italia (bandiera)  | D     | Luca Lacrimini     |
|    | Italia (bandiera)  | D     | Alberto Nocerino   |
|    | Italia (bandiera)  | D     | Luca Pierotti      |
|    | Ucraina (bandiera) | D     | Serhiy Predko      |
|    | Italia (bandiera)  | C     | Gerardo Alfano     |

| N. |                   | Ruolo | Calciatore          |
| -- | ----------------- | ----- | ------------------- |
|    | Italia (bandiera) | C     | Giuseppe Anaclerio  |
|    | Italia (bandiera) | C     | Francesco Favasuli  |
|    | Italia (bandiera) | C     | Felice Prevete      |
|    | Italia (bandiera) | C     | Vincenzo Riccio     |
|    | Italia (bandiera) | C     | Daniele Scartozzi   |
|    | Italia (bandiera) | C     | Filippo Viscido     |
|    | Italia (bandiera) | A     | Giuseppe Aquino     |
|    | Italia (bandiera) | A     | Vittorio Bernardo   |
|    | Italia (bandiera) | A     | Alessandro Romeo    |
|    | Italia (bandiera) | A     | Antonio Schetter    |
|    | Italia (bandiera) | A     | Tonino Sorrentino   |
|    | Italia (bandiera) | A     | Nazzareno Tarantino |

## Statistiche

### Statistiche di squadra
| competizione             | punti | in casa | in casa | in casa | in casa | in casa | in casa | in trasferta | in trasferta | in trasferta | in trasferta | in trasferta | in trasferta | totale | totale | totale | totale | totale | totale | DR |
| competizione             | punti | G       | V       | N       | P       | Gf      | Gs      | G            | V            | N            | P            | Gf           | Gs           | G      | V      | N      | P      | Gf     | Gs     | DR |
| ------------------------ | ----- | ------- | ------- | ------- | ------- | ------- | ------- | ------------ | ------------ | ------------ | ------------ | ------------ | ------------ | ------ | ------ | ------ | ------ | ------ | ------ | -- |
| Lega Pro Prima Divisione | 53    | 17      | ?       | ?       | ?       | ?       | ?       | 17           | ?            | ?            | ?            | ?            | ?            | 34     | 14     | 11     | 9      | 40     | 35     | +5 |
| Coppa Italia             | -     | 1       | 1       | 0       | 0       | 3       | 1       | 1            | 0            | 0            | 1            | 2            | 4            | 2      | 1      | 0      | 1      | 5      | 5      | 0  |
| Coppa Italia Lega Pro    | -     | 1       | 0       | 0       | 1       | 0       | 0       | 1            | 1            | 0            | 0            | 3            | 1            | 2      | 1      | 0      | 1      | 3      | 1      | +2 |
| Totale                   | -     | 19      | ?       | ?       | ?       | ?       | ?       | 19           | ?            | ?            | ?            | ?            | ?            | 39     | 16     | 11     | 11     | 48     | 41     | +7 |